# Bundesstraße 182
De Bundesstraße 182 (ook wel B182) is een weg in de Duitse deelstaten Saksen-Anhalt, Saksen en Brandenburg.
Ze begint bij Eutzsch en loopt via de stad Torgau  naar Riesa. Ze is ongeveer 80 km lang.
Routebeschrijving
Saksen-Anhalt
De B182 begint in Kemberg-Eutzsch, niet ver van Lutherstadt Wittenberg, op een kruising met de B2. De loopt langs de Elbe en passeert Kemberg, Rackith, Dorna, Bad Schmiedeberg, Merschwitz, Pretzsch (Elbe), Sachau en Priezitz waarna ze de deelstaatgrens met Saksen bereikt.
Saksen
De B182 loopt door Greudwitz, Worblitz, Proschwitz Dommitzsch en Elsnig bereikt ze Torgau, waar ze samenloopt met de B87 en de B183. Daarna loopt ze langs de Elbe door Elsnig, Zinna, Belgern en Strehla. De B182 sluit in Riesa bij de afrit StadtMitte aan op de B169.
Trivia
De B182 verloopt ongeveer 1 kilometer door uiterste zuidwesten van Brandenburg.
B1 · B2 · B4 · B6 · B6n · B7 · B19 · B27 · B62 · B71 · B71n · B79 · B80 · B81 · B84 · B85 · B86 · B87 · B88 · B89 · B90 · B91 · B92 · B93 · B94 · B95 · B96 · B97 · B98 · B99 · B100 · B101 · B107 · B115 · B156 · B169 · B170 · B171 · B172 · B172a · B172b · B173 · B174 · B175 · B176 · B178 · B180 · B181 · B182 · B183 · B183a · B184 · B185 · B186 · B187 · B187a · B188 · B189 · B190 · B190n · B242 · B243 · B244 · B245 · B245a · B246 · B246a · B247 · B248 · B248a · B249 · B250 · B278 · B280 · B281 · B282 · B283 · B285
B1 · B2 · B4 · B5 · B75 · B76 · B77 · B87 · B96 · B96a · B96b · B97 · B101 · B102 · B103 · B104 · B105 · B106 · B107 · B108 · B109 · B110 · B111 · B112 · B112n · B113 · B115 · B122 · B156 · B158 · B166 · B167 · B168 · B169 · B179 · B182 · B183 · B187 · B188 · B189 · B190n · B191 · B192 · B193 · B194 · B195 · B196 · B197 · B198 · B199 · B200 · B201 · B202 · B203 · B204 · B205 · B206 · B207 · B208 · B209 · B246 · B320 · B321 · B404 · B430 · B431 · B432 · B434 · B435 · B495 · B501 · B502 · B503